# Jean-Pierre Stora
Jean-Pierre Stora (né à Alger le 1er janvier 1938) est un compositeur et photographe français. Il est le cousin de Guy Gilles.

## Biographie
En parallèle à une activité de compositeur de musique et de photographe, Jean-Pierre Stora a exercé la profession d’avocat au barreau de Paris, pendant 38 ans. Il avait fait ses études de droit à la Faculté d'Alger, avant de prêter serment à Paris, en 1962. Il est aujourd’hui avocat honoraire de ce même barreau.
Depuis la fin de l’an 2000 il se consacre exclusivement à la composition musicale et à la photographie.
Il commence à composer à l’âge de 13 ans, recevant rapidement les encouragements de Georges Brassens, de Mick Micheyl, qui suivra sa carrière musicale et avec laquelle d’ailleurs il composera la chanson Si tu pars, interprétée par Michelle Torr et Donald Lautrec.
Il suit, à son arrivée à Paris en 1961, les cours de Mireille au Petit Conservatoire de la chanson pendant trois ans. Elle le présente à l’épouse de l’éditeur Raoul Breton, que l'on avait l'habitude d'appeler "La marquise", qui lui fera rencontrer une parolière alors en vogue, Manouchka. Il compose avec elle plusieurs chansons, dont celle du film "Le clair de terre", interprétée par Hervé Vilard, intitulée "Le temps perdu" . 
En 1962, il a écrit sa première musique de film pour L'Amour à la mer, réalisé par Guy Gilles. Ce film a remporté différents prix à Hyères, Pesaro (Italie), etc.
Sa carrière musicale revêt désormais divers aspects : le cinéma, le théâtre et bien sûr la chanson.
Il mène, de 1962 à 1968, une activité journalistique et photographique pour les magazines Cinémonde, Music-Hall, Interviews...
A signé ses premières musiques de films sous le nom de Jean-Pierre SAROT, et a publié bon nombre d'articles dans des magazines comme "Cinémonde" et "Music-Hall" sous le même pseudonyme. 
A repris son véritable patronyme à partir des compositions qu'il a faites pour le long métrage "Le clair de terre". 

## Filmographie

### Cinéma

#### Longs métrages
- 1962 : L'Amour à la mer de Guy Gilles
- 1968 : Au pan coupé de Guy Gilles
- 1970 : Le Clair de Terre de Guy Gilles
- 1972 : Absences répétées de Guy Gilles (prix Jean-Vigo 1973)
- 1974 : Ariane de Pierre-Jean de San Bartolomé
- 1975 : Le Cimetière des poupées de Mathilde et Christophe de Ponfilly
- 1975 : Le Jardin qui bascule de Guy Gilles
- 1978 : Un second souffle de Gérard Blain
- 1982 : Aphrodite de Robert Fuest
- 1995 : Péché véniel… Péché mortel… de Pomme Meffre
- 1995 : Néfertiti de Guy Gilles
- 1999 : Lettre à mon frère, Guy Gilles de Luc Bernard
- 2000 : Ainsi soit-il de Gérard Blain
- 2008 : Victoria d'Anna Karina
- 2012 : Le Bled de Jean Renoir (film à l’origine muet, réalisé en 1929, musicalisé en co-composition par Jean-Pierre Stora et Alain Moget[4],[5])
- 2017 : Boulevard Voltaire d'Alexandre Vallès
- 2018 : Les Fantômes d'Alexandre Vallès[6]
- 2018 : Un couteau dans le cœur de Yann Gonzalez (pour la chanson "Absences répétées")
- 2019 : L'œuf dure de Rémi Lange

#### Moyens métrages
- 1966 : Chanson de gestes de Guy Gilles
- 1971 : Côté cour, côté champs de Guy Gilles
- 1983 : Jean-Louis Barrault, un homme de théâtre de Muriel Balash
- 1985 : La Jonquille de Georges Chappedelaine
- 1986 : Croisière 71 de Pierre Kalfon
- 2008 : Guy Gilles photographe de Gaël Lépingle
- 2008 : Guy Gilles et le temps désaccordé de Gaël Lépingle
- 2010 : Siamrosed de Aurélien Héraud
- 2015 : Quelle heure est-il ? de Martine Amsili et Bastien Miquel
- 2018 : Seizième de Prosper Hillairet et Nicolas Droin
- 2019 : En complicité de Mélanie Forret et Prosper Hillairet
- 2019 : D'un café l'autre de Mélanie Forret et Prosper Hillairet

#### Courts métrages
- 1965 : Paris un jour d'hiver de Guy Gilles
- 1965 : Le Jardin des Tuileries de Guy Gilles
- 1967 : Un Dimanche à Aurillac de Guy Gilles
- 1969 : Du cuir en juin de Gisèle Braunberger
- 1970 : En attendant l'auto de Gisèle Braunberger
- 1970 : La Tortue et le renard de Jeanine et Christiane Clerfeuille
- 1971 : Le Renard et le corbeau de Jeanine et Christiane Clerfeuille
- 1972 : Chevaux de neige de Henri Raschle
- 1979 : À vos marques de Serge Frydman
- 1980 : La Journée d'un chômeur de Patrick du Corail
- 1982 : La Loterie de la vie de Guy Gilles
- 1982 : Les Enfants de Beaubourg de Guy Gilles
- 2007 : Le Train de ma vie de Dennis Berry
- 2008 : Le Robot et la marguerite de Alban Guillemois
- 2010 : Des Espoirs (et autres courts métrages) de Gérard Chargé
- 2014 : Les Prisonniers du temps de Christophe Marcilloux
- 2017 : Les Larmes du bonheur de Maryline Planche
- 2019 : Lignes de Prosper Hillairet

### Télévision

#### Téléfilms
- 1982 : Adios Antoinette de Gérard Clément
- 1984 : Un garçon de France de Guy Gilles (d'après le livre de Pascal Sevran)
- 1993 : La Fortune de Gaspard de Gérard Blain

#### Documentaires
- Les Chiens d’avalanche
- La Lettre de Jean
- Les Musées d’Alger
- Staline, le tyran rouge

#### Émissions
- Fenêtre sur... (pendant quatre ans)
- Cot-cot (dessin animé)
- Histoires peu ordinaires
- Vacances animées (pendant quatre ans)

## Théâtre
- Le démon blanc d'après John Webster, mise en scène Jean-Yves Le Gavre
- Le Petit Prince d'Antoine de Saint-Exupéry (trois tournées mondiales, 24 ans à l’affiche), mise en scène Jacques Ardouin
- Les Caprices de Marianne d'Alfred de Musset, mise en scène Jacques Ardouin
- Othello de William Shakespeare, mise en scène Roger Hanin
- Lucrèce Borgia de Victor Hugo, mise en scène Roger Hanin
- Le cocu magnifique de Fernand Crommelynck, mise en scène Roger Hanin
- Zorglub de Richard Bohringer, mise en scène Roger Hanin
- Le Livre de ma mère d'Albert Cohen, mise en scène Jacques Ardouin
- En attendant l'incendie de Mouza Pavlova, mise en scène Patrice Bousquet
- Le chat de l'archéologue de Chantal Mariscal, mise en scène de Chantal Mariscal
- Vol de nuit d'Antoine de Saint-Exupéry, mise en scène Alexandra Royan
- Moment musical de Sylvia Lulin, mise en scène Sylvia Lulin
- La sonate du vagabond de Sylvia Lulin, mise en scène Sylvia Lulin
- Rimbaud chante, poèmes d’Arthur Rimbaud mis en musique, mise en scène Régis de Martrin-Donos
- Le Banquet d'Auteuil de Jean-Marie Besset, mise en scène Régis de Martrin-Donos
- Je cours, elle chante de Jean-Marie Besset, mise en scène Jean-Marie Besset
- Nevrotik-Hôtel de Christian Siméon, mise en scène et interprétation Michel Fau
- Les promenades de Monsieur Fork, écriture, interprétation, mise en scène Antoine Baillet-Devalez
- Rhapsodie poétique de Marceline Desbordes-Valmore, mise en scène Martine Amsili
- Le secret des conteuses de Martine Amsili, mise en scène Martine Amsili

## Chansons

### Variétés
- 2020: Brindille Nouvelles chansons / Concert
- 2019 : Fifi Chachnil - Love
- 2016 : Raphaël Moraine - Sur les murs de Paris
- 2016 : Brindille - chansons nouvelles
- 2013 : François Gordigiani - Humanescence
- 2013 : Lilly B. - Cocktail masculin
- 2013 : Samuel Berthod - Yubka
- 2012 : Benoit Rusterucci - U pastore di Pulogna
- 2011 : Charlotte Rampling - Les grains de sable
- 2010 : Fifi Chachnil - Mademoiselle Fifi
- 2009 : Macha Méril - Macha chante Méril
- 2005 : Fabienne Eustratiades - J'ai tout mon temps
- 2002 : Charlotte Rampling - Comme une femme
- 1992 : Hayet Ayad - Mounia Dounia

et aussi des chansons pour Jeanne Moreau, Dalida, Catherine Sauvage, Mouloudji, Sylvie Vartan, Roger Hanin, Hervé Vilard, Dalida, Annie Cordy, Philippe Katerine, Floriane Vogel, Michèle Torr et Donald Lautrec…
Auteurs : Eugène Ionesco, Jeanne Moreau, Mick Micheyl, Michel Rivgauche, Pierre Grosz, Michel Jourdan, Alexandre Vallès, Floriane Vogel, Brindille, François Gordigiani, Hélène Engel, Julie Sogni-Daroy, Fabienne Eustratiades...

### Chants marins
- 2019 : Chor'hommes - Marine (Arthur Rimbaud) et Z'étaient bien 80 (Claude Delécluse et Michelle Senlis)
- 2016 : Vents et marées - Souvenirs d'escales
- 2016 : Les héritiers du vent - Sur les quais du monde
- 2015 : Jean-Marc Desbois - Les filles du roy
- 2009 : Les marins d'Iroise - Airs iodés

et aussi des chansons pour Vents et Marées, Mouez Port Rhu, Les Marins d’Iroise, Femmes de marins…
Sur des textes de Pierre Grosz, Michel Rivgauche, Claude Delécluse et Michelle Senlis, Roger Briand, Jean-Marc Desbois, Thierry Decloux, François Kerrien, Jean-Claude Bachelier…

### Chansons d’enfants
- Spectacle Dorothée au pays des chansons

Les Petits Chanteurs de Bondy, le Chœur des enfants ukrainiens d'Odessa…
- Les "Couac couac", disque de chansons, textes Michel Drapeau
- Croque Vacances, pour quatre séries d'émissions sur quatre années

### Contes
- L'Oiseau du nord et l'Oiseau du soleil de Pierre Grosz, dit en français et en anglais par Grace de Monaco[8]
- Quatre contes de Jean Marais, dits par Jean Marais, Michèle Morgan, François Perrier, Daniel Ivernel, Paul Préboist, et le petit Cyril Callu
- Série de contes de Bernard Dimey, relatifs aux princes et rois de légende évoqués par leur animal familier, chaque conte comportant deux chansons (ensemble inédit, à découvrir)

### Et aussi
Les musiques accompagnant les poèmes écrits par le pape Jean-Paul II, interprétés en italien par Giulietta Masina et Romolo Valli, et en polonais par Aleksandra Kurczab et Gustaw Holoubek

## Accompagnement musical d'expositions (photos, peintures, sculptures)
- "La trace de liens" (Collages de Perrine Angly et Sculptures de Christophe Carrière) (Paris)
- Photos de Guy Gilles (Paris et Genève)
- Photos de Shootmebyjg (Angers et d'autres villes de province en France)
- "Un rêve... trois regards" (Alger, Béziers, Montpellier) (Peintures de Mourad Abdellaoui, Chafa Ouzzani et Djamal Talbi)

## Activité photographique
Illustrations de plusieurs livres sur l’Algérie, dont les textes sont d'Alain Vircondelet :
- Alger d'hier et de toujours, éditions de l'Archipel, Paris, 2015, 176 pages  (ISBN 2809817456).
- La Cuisine de là-bas, éditions Gründ, 224 pages  (ISBN 2324003716).
- C'était notre Algérie, éditions de l'Archipel, Paris, 2011, 176 pages  (ISBN 280980561X).
- Illustrations également de divers livres sur l'Algérie, dont les textes sont pour :
- Algérie aimée, de Léone Jaffin
- L'Algérie pour mémoire, de Fernande Stora